# La donna che inventò lo strip-tease
La donna che inventò lo strip-tease (Gypsy) è un film del 1962 diretto da Mervyn LeRoy, basato sul musical di Broadway del 1959 Gypsy: A Musical Fable.

## Trama
Rose Hovick è una madre molto possessiva e dominante che smania di inserire le sue due figlie nel mondo del vaudeville; June, la minore, è una bionda dalle belle forme e con talento, mentre Louise, la maggiore, è una brunetta timida e apparentemente scialba. Rose trascina le figlie per tutto il paese cercando ingaggi per loro; alla fine riesce a trovar loro un posto nel Circuito Orpheum.
Ma con gli anni, le due adolescenti crescono e non possono più fare i loro numeri, pensati per ragazzine; June si consola con un ballerino conosciuto al lavoro e lascia la madre, la quale furiosa riversa tutte le sue attenzioni sulla timida Louise.
Alla fine la grande occasione: al proprietario di un locale burlesque manca una spogliarellista, arrestata per taccheggio; Louise ne prende il posto, e nonostante la timidezza e l'esitazione riesce a mettere in piedi un numero apprezzato dal pubblico; diventa famosa e acquista consapevolezza e sicurezza, tanto da affrontare la madre e allontanarla; costei, tradita una seconda volta, irrompe sul palco ed ha un alterco con la figlia, durante il quale le due si confrontano e Rose si rende conto che lei desiderava l'attenzione su di sé, ma proiettava questo desiderio inconscio sulle figlie. Alla fine Rose e Louise si riconcilieranno.

## Produzione
Il film fu prodotto dalla Warner Bros. Pictures. Per il ruolo della giovane protagonista era stata inizialmente prevista Ann-Margret.

## Distribuzione
Distribuito dalla Warner Bros. Pictures, il film uscì nelle sale cinematografiche USA il 1º novembre 1962. In Italia, fu distribuito il 21 giugno 1963.

## Riconoscimenti
- Golden Globe 1963
  - Migliore attrice in un film commedia o musicale (Rosalind Russell)